# Satsumahalvøen
Satsumahalvøen (薩摩半島 Satsuma-hantou) er en halvø, der projektere syd for den sydvestlige del af øen Kyushu i Japan. Til vest ligger det Østkinesiske Hav, mens der til øst møder Osumihalvøen på den anden side af Kagoshimabugten. Politisk er det en del af Kagoshima-præfekturet, og præfekturhovedstaden Kagoshima ligger på halvøen.
I nærheden af halvøens sydlige spis, er det 924-meter Kaimonbjerg (Kaimon-dake) og de varme kilde ved Ibusuki Onsen.

## Eksterne links
31°9′18.68″N 130°35′12.9″Ø / 31.1551889°N 130.586917°Ø (Nagasakibana: sydligste punkt) 